# Joseph Bech
Joseph Bech (ur. 17 lutego 1887 w Diekirch, zm. 8 marca 1975 w Luksemburgu) – luksemburski polityk piastujący najwyższe stanowiska państwowe w swoim kraju zarówno przed, jak i po II wojnie światowej.
W Europie przez specjalistów zaliczany do grona tak zwanych „ojców integracji europejskiej”.

## Życiorys

### Wczesne lata
Urodził się w Diekirch w Luksemburgu. Studiował prawo na Uniwersytetach we Fribourgu (w Szwajcarii) oraz w Paryżu. W roku 1912 otrzymał stopień doktora nauk prawnych. Przez krótki okres swojego życia z sukcesami pracował w wyuczonym zawodzie, otwierając w 1914 roku własną kancelarię. Prawie równocześnie jednak rozpoczęła się jego błyskotliwa kariera polityczna.

### Kariera polityczna przed II wojną światową
Pierwszym szczeblem kariery politycznej Josepha Becha było uzyskanie mandatu do luksemburskiej Izby Deputowanych z ramienia Partii Chrześcijańskiej w 1914 r. Siedem lat później, w roku 1921, objął stanowisko Ministra Spraw Wewnętrznych i Edukacji. Funkcję tę sprawował przez 4 lata, do roku 1925, w którym został zdymisjonowany na skutek wykluczenia reprezentowanej przez niego partii z koalicji rządowej. Następnie, 16 lutego 1926 roku, po upadku gabinetu Pierre Prüma, przyjął propozycję objęcia stanowiska piętnastego Premiera Luksemburga, który to urząd sprawował do 1937 roku. Równolegle pełnił on funkcje Ministra Spraw Zagranicznych oraz Rolnictwa.
Podkreśla się, iż w okresie pierwszego piastowania stanowiska premiera, na skutek istniejącej wówczas niekorzystnej dla Luksemburgu sytuacji międzynarodowej (między innymi silne uzależnienie gospodarcze od Niemiec), Joseph Bech stał się zwolennikiem idei internacjonalizacji, która w ówczesnych czasach nie miała jednak większej racji bytu.
Od roku 1937 Bech, aż do okresu powojennego, stale wypełniał funkcję Ministra Spraw Zagranicznych oraz Rolnictwa, czasowo łącząc je z tekami innych resortów (np. Edukacji).

### Działalność w czasie II wojny światowej
Z racji piastowania najwyższych stanowisk państwowych w Luksemburgu, Joseph Bech zmuszony był, wraz z innymi ministrami i Wielką Księżną Charlotte, do opuszczenia kraju wkrótce po napaści nazistowskich Niemiec, która miała miejsce 10 maja 1940 r. Podobnie jak przedstawiciele pozostałych zaatakowanych państw w analogicznej sytuacji, poszkodowani udali się do Londynu, gdzie ustanowili luksemburski rząd na uchodźstwie. Wówczas, w 1944 roku, z inicjatywy m.in. Josepha Becha podpisany został traktat ustanawiający zalążek wspólnoty pomiędzy Belgią, Holandią i Luksemburgiem – Beneluxu. Zdobyte wówczas doświadczenie zaprocentowało przy negocjacjach dotyczących tworzenia Europejskiej Wspólnoty Gospodarczej po II wojnie światowej.

### Okres po 1945 roku
Lata po zakończeniu II wojny światowej były okresem intensywnych działań ministra Becha na arenie międzynarodowej, ale także w samym Luksemburgu, związanych z propagowaniem przystępowania kraju do nowo powstających organizacji międzynarodowych (ONZ, NATO). Wówczas też rozpoczął się powolny proces integracji w zachodniej części kontynentu europejskiego, którego orędownikiem Joseph Bech był od samego początku. Dzięki jego działaniom Luksemburg nie tylko popierał utworzenie Europejskiej Wspólnoty Węgla i Stali, ale także przeforsował propozycję swojej ojczyzny jako miejsca siedziby powstającej organizacji.
W roku 1953 otrzymał dodatkowe możliwości propagowania pro-integracyjnych działań Luksemburga na arenie międzynarodowej poprzez objęcie po raz drugi w swojej karierze stanowiska Premiera Rządu Luksemburga (29 grudnia). Funkcję tę sprawował do 1957 r. Między innymi z jego inicjatywy i pod jego przewodnictwem odbyła się konferencja mesyńska, w wyniku której podpisane zostały Traktaty rzymskie, konstytuujące Europejską Wspólnotę Gospodarczą.
W roku 1959 Joseph Bech przestaje piastować ostatnią z funkcji ministerialnych – Ministra Spraw Zagranicznych. Jego ostatnim epizodem oficjalnej kariery politycznej było przewodniczenie luksemburskiej Izbie Deputowanych w latach 1959–1964. Po złożeniu tego stanowiska, w wieku 77 lat, przestaje sprawować oficjalne funkcje państwowe. W międzyczasie, w roku 1960, w uznaniu dla jego wieloletnich działań na arenie europejskiej promujących pokój i jedność kontynentu, został uhonorowany Nagrodą Karola Wielkiego. Przeżywszy 88 lat, zmarł w Luksemburgu.